# 조민경 (배우)
조민경(1989년 4월 24일 ~ )은 대한민국의 배우이다.

## 학력
- 서울예술대학교 연기과 전문학사 (졸업)

## 출연작

### 영화
- 2023년 마루이 비디오 : 여기자 역
- 2021년 퇴직금
- 2021년 피아니스트 : 소희 역
- 2020년 해치지않아 : 여우 사육사 역
- 2019년 오늘, 우리 - 환불 : 김수진 역
- 2019년 이월 : 민경 역
- 2017년 조망이 가능한 등산로

## 수상
- 2020년 들꽃영화상 신인배우상 수상